# Sašo Udovič
Sašo Udovič (Ljubljana, 12 december 1968) is een voormalig profvoetballer uit Slovenië. Hij speelde als aanvaller bij onder meer Hajduk Split, KSK Beveren, Lausanne Sports en LASK Linz.

## Interlandcarrière
In 42 interlands scoorde Udovič in totaal vijftien keer, waaronder vijfmaal tegen IJsland op 27 april 1994; met dat aantal staat hij op de tweede plaats op Slovenië's topscorerslijst, achter Zlatko Zahovič en Milivoje Novakovič. Hij maakte zijn debuut op 7 april 1993 in de vriendschappelijke thuiswedstrijd tegen Estland, net als doelman Bosko Boškovič (NK Koper), Andrej Poljšak (NK Koper), Igor Poznič (NK Branik) en Ante Šimundža (NK Branik). Hij nam in dat duel de tweede treffer voor zijn rekening. Udovič speelde onder andere mee op het EK 2000, waar hij met Slovenië niet verder kwam dan de eerste ronde. Udovič speelde zijn 42ste en laatste interland op woensdag 11 oktober 2000 in de WK-kwalificatiewedstrijd tegen Zwitserland (2-2).
| Interlanddoelpunten | Interlanddoelpunten | Interlanddoelpunten | Interlanddoelpunten | Interlanddoelpunten | Interlanddoelpunten | Interlanddoelpunten |
| #                   | Datum               | Locatie             | Tegenstander        | Goal(s)             | Uitslag             | Wedstrijd           |
| ------------------- | ------------------- | ------------------- | ------------------- | ------------------- | ------------------- | ------------------- |
| 1                   | 07/04/1993          | Ljubljana, Slovenië | Estland             | 14'                 | 2 – 0               | Vriendschappelijk   |
| 2                   | 27/04/1994          | Maribor, Slovenië   | Cyprus              | 75'                 | 3 – 0               | Vriendschappelijk   |
| 3                   | 07/09/1994          | Maribor, Slovenië   | Italië              | 13'                 | 1 – 1               | EK-kwalificatie     |
| 4                   | 11/10/1995          | Ljubljana, Slovenië | Oekraïne            | 50'                 | 3 – 2               | EK-kwalificatie     |
| 5                   | 11/10/1995          | Ljubljana, Slovenië | Oekraïne            | 90'                 | 3 – 2               | EK-kwalificatie     |
| 6                   | 27/04/1996          | Ta' Qali, Malta     | IJsland             | 42'                 | 7 – 1               | Vriendschappelijk   |
| 7                   | 27/04/1996          | Ta' Qali, Malta     | IJsland             | 48'                 | 7 – 1               | Vriendschappelijk   |
| 8                   | 27/04/1996          | Ta' Qali, Malta     | IJsland             | 57'                 | 7 – 1               | Vriendschappelijk   |
| 9                   | 27/04/1996          | Ta' Qali, Malta     | IJsland             | 69'                 | 7 – 1               | Vriendschappelijk   |
| 10                  | 27/04/1996          | Ta' Qali, Malta     | IJsland             | 74'                 | 7 – 1               | Vriendschappelijk   |
| 11                  | 14/10/1998          | Maribor, Slovenië   | Letland             | 85'                 | 1 – 0               | EK-kwalificatie     |
| 12                  | 08/02/1999          | Masqat, Oman        | Oman                | 90'                 | 0 – 7               | Vriendschappelijk   |
| 13                  | 20/02/2000          | Masqat, Oman        | VA Emiraten         | 83'                 | 1 – 1               | Vriendschappelijk   |
| 14                  | 26/04/2000          | Parijs, Frankrijk   | Frankrijk           | 9'                  | 3 – 2               | Vriendschappelijk   |
| 15                  | 03/09/2000          | Toftir, Faeröer     | Faeröer             | 25'                 | 2 – 2               | WK-kwalificatie     |

## Erelijst
Olimpija Ljubljana
- Topscorer 1. slovenska nogometna liga

1992 (29 goals)
 NK Slovan Mavrica Ljubljana
- Topscorer 1. slovenska nogometna liga

1993 (25 goals)